# 村尾圭介
村尾 圭介（むらお けいすけ、1883年3月13日 - 1959年7月19日）は日本の医師、弓道家。結核の専門医で、学位は医学博士。

## 生涯
静岡県浜名郡小野口村（現・浜松市）出身で、東京帝国大学で学んだ。学生時代は高野六郎と毎日顔を合わせていた。高野によると、当時の村尾は陽気なやんちゃ坊主で、既に弓道の極意に達していた。1909年のクリスマスの頃に大学を出た。
初め故郷の浜松で勤めた。研究分野を病理から外科へ、外科から結核へ変えた。研究の目的で1920年夏に上京し、開設されたばかりの公立結核療養所・東京市療養所に勤めた。病室の仕事と研究室の仕事をもった。江古田にあった東京市療養所には本郷から通った。1923年の関東大震災に遭い、東京市療養所の敷地に避難して、そこの自動車小屋の2畳敷の部屋に住み着いた。東京市療養所での生活は1926年まで続いた。その後、久保山の公立結核療養所・横浜市療養院に移り、院長を務めた。横浜ではYMCAや隣保館関係の事業にも関わった。1930年ごろ横浜から東京に戻り、健康診査普及会の成器寮の仕事を引き受けた。このほか運営の苦しい民間の結核療養事業を援助・指導した。結核治療に関する著書が何冊かある。1951年4月、藍綬褒章を受章。
弓道家としては、本多流の名手であり、生弓会初期の師範として射術に大きな影響を与えた。医学的立場から弓道を研究して業績を残した。著書『弓道』は名著といわれる。歌人としては晩年に歌集を出版している。子を5人儲けたが、長男と次男を残して三男・長女・次女を早くにうしなった。

## 関わった民間結核療養施設
民間結核療養事業であるガーデンホーム、憩園、白十字会などに関わった。いずれもキリスト教徒が興した事業である。
1923年からガーデンホームの創設を手伝った。ガーデンホームは女子専用結核療養所で、英国聖公会宣教師ミンナ・タプソン（1859-1940）が江古田の地に創設したものだった。敷地は低湿で荒れ果てた三角形の畑地だった。宮内次官邸の美しく暖かい部屋に住んでいたタプソンは、震災後バラック建材が届くのを待たずに、寒空の下、窓ガラスも明かりもない仮屋に移り住んだ。敷地にはバラック2棟が建てられ、ポプラの細い苗木が植えられたが、当時はそれしかなかった。村尾はガーデンホーム創設の翌年4月から東京市療養所勤務の傍ら公務の合間を縫ってそこへ診察しに行くようになった。患者の若い娘たちに親しまれ、また自分の娘2人を先に失った淋しさもあって、ガーデンホームへ行くのを楽しみにしていた。東京市診療所勤務を辞めた後もガーデンホームへの往診を続け、往復の苦しみに何度も悩みながらがその育成を援けた。ガーデンホームは発達し、収容患者は常に満員になった。敷地は立派な生垣に囲まれ、椎や松やその他の雑木が生い茂っていた。当初のバラックは取り払われ、空き地は芝生や花壇になった。創設者のタプソンは1940年に病死し、多磨霊園に葬られた。墓所の傍らにはガーデンホーム関係者が顕彰碑を建立した。ガーデンホームのその後は分からない。2010年3月、東京都がタプソンの墓所の管理者を確認できないことを理由に1年以内に申し出のない限り墓所を更地にし、無縁墓地として整理する旨を通達する看板を立てた。
憩園も育て上げたいと考えていた。憩園は日本基督教会牧師和田秀豊が理事長をかねていた。東京市療養所への入院希望者が千人を超えたため憩園は常に満員であった。
白十字会の仕事も手伝った。1935年には白十字会が茨城県鹿島で開いた恩賜保養農園（現・白十字総合病院）の初代園長に就任した。また1942年には同じく白十字会が東京府東村山の八国山で開いた村山療養園（現・東京白十字病院）の初代園長に就任した。村山療養園があった八国山は、映画となりのトトロでサツキとメイの母親が入院していた七国山のモデルといわれる。